# Gubernatorzy porucznicy Jersey

Flaga gubernatora wyspy Jersey

Gubernatorzy porucznicy wyspy Jersey
Gubernator wyspy Jersey reprezentuje brytyjską monarchię i de facto pełni rolę głowy państwa na Jersey. Jego obowiązki są w dużej mierze głównie dyplomatyczne i ceremonialne. Z urzędu jest także członkiem parlamentu wyspy (States of Jersey).
Gubernator posiada własną flagę. Jego rezydencja mieści się w Saint Saviour i jest przedstawiona na funcie Jersey o nominale £50.

## Lista gubernatorów wyspy Jersey
| Data mianowania | Gubernator                                    |
| --------------- | --------------------------------------------- |
| 1857.01.30      | Maj-Gen. Godfrey Charles Mundy                |
| 1860.08.18      | Sir Robert Percy Douglas                      |
| 1862            | B. Loch tymczasowo                            |
| 1863.10.23      | Burke Douglas Cuppage                         |
| 1868.10.01      | Maj-Gen. Philip Melmoth Nelson Guy            |
| 1873.10.01      | Lt-Gen. Sir William Sherbrooke Ramsay Norcott |
| 1878.10.01      | Lt-Gen. Lothian Nicholson                     |
| 1883.10.01      | Maj-Gen. Henry Wray                           |
| 1887            | Charles Brisbane Ewart                        |
| 1892.11.01      | Lt-Gen. Edwin Markham                         |
| 1895            | Lt-Gen. Sir Edward Hopton                     |
| 1900.11.01      | Maj-Gen. Henry Richard Abadie                 |
| 1904            | Maj-Gen. Hugh Sutlej Gough                    |
| 1910.06.16      | Maj-Gen. Alexander Nelson Rochfort            |
| 1916.10.07      | Maj-Gen. Sir Alexander Wilson                 |
| 1920.10.29      | Sir William Douglas Smith                     |
| 1924            | Sir Francis Richard Bingham                   |
| 1929.05.28      | Maj-Gen. Edward Henry Willis                  |
| 1934.05.28      | Maj-Gen. Sir Horace de Courcy Martelli        |
| 1939            | James Murray Robert Harrison                  |
| 1945.05.12      | L.A. Freeman                                  |
| 1945.08.25      | Lt-Gen. Sir Arthur Edward Grasett             |
| 1953.10.16      | Adm. Sir Randolph Stewart Gresham Nicholson   |
| 1958.11.15      | Gen. Sir George Watkin Eben James Erskine     |
| 1964.01.15      | Vice-Adm. Sir John Michael Villiers           |
| 1969.06.30      | Sir John Gilbert Davis                        |
| 1974.09.02      | Gen. Sir Geoffrey Richard Desmond Fitzpatrick |
| 1979.11.26      | Gen. Sir Peter John Frederick Whiteley        |
| 1985.01.09      | Adm. Sir William Thomas Pillar                |
| 1990            | Air Marshal Sir John Matthias Dobson Sutton   |
| 1995.09         | Sir Michael John Wilkes                       |
| 2001.01.24      | Sir John Cheshire                             |
| 2006.04.01      | Lt-Gen. Andrew Ridgway                        |
| 2011.09.26      | Lt-Gen. John McColl}                          |